# Whatever Happens

## Canción
Es una canción compuesta por Michael Jackson, Teddy Riley, Gil Cang, J. Quay y el cantante inglés Geoffrey Williams para el álbum Invincible del cantante estadounidense Michael Jackson. Es la pista número 15 del disco. Fue producida por Jackson y Riley, grabada y mezclada por Teddy Riley, Bruce Swedien y George Mayers en los estudios Future Recording de Norfolk, y HIT FACTORY/CRITERIA, en Miami.
El tema tiene un notable carácter latino realizado por el sonido de la guitarra del músico mexicano Carlos Santana.

## Otras fuentes

### Álbumes musicales
Invincible Michael Jackson, Epic. 2001
- Datos: Q6167092